# Тырышкина, Екатерина Николаевна
Екатери́на Никола́евна Тырышкина (род. 31 января 1996 года в городе Ангарск, Иркутская область, Россия) — российская футболистка, полузащитник клуба «Монтобан». Мастер спорта международного класса. Первая россиянка, проведшая 100 и более матчей в футбольных топ-лигах Европы.

## Клубная карьера
Начала заниматься футболом в ангарской СОШ № 40 (тренеры Тутов Ю. и Захаров В.), где её приметили тренеры главной областной женской футбольной команды «Рекорд» (главный тренер Светлана Надежкина) и пригласили выступать за клуб.
С 2009 по 2013 год защищала цвета иркутского «Рекорда». В его составе в рамках Первенства России среди женских команд клубов Первого дивизиона она провела 56 матчей и забила 17 мячей, высшее достижение — победа в зоне «Сибирь» и выход в финальную часть Первенства России.
В 2013 году перешла в клуб Высшего дивизиона Чемпионата России «Кубаночка» (Краснодар) (главный тренер Татьяна Зайцева). В его составе она провела 46 матчей и забила 7 мячей. В розыгрыше Кубка России среди женщин дважды принимала участие в финальном матче. За показанные результаты Приказом Министерства спорта РФ ей присвоено спортивное звание «Мастер спорта».
В 2016 году начала европейскую клубную карьеру и в возрасте 20 лет подписала контракт с клубом финской Найстен Лиги «Найс Футис» (главный тренер Кари Латванен), проведя в её составе 15 матчей (забила 1 гол). Из Финляндии она получила приглашение от клуба итальянской Серии А «Брешиа», (главный тренер Милена Бертолини) за который выступала второй круг сезона 2016/17, вместе с партнёрами по команде — Сара Гама, Барбара Бонансеа, Д’Адда Роберта, Даниэла Сабатино, завоевав серебряные медали чемпионата Италии и дойдя до финала розыгрыша национального Кубка.
В Италии в общей сложности провела 11 матчей и забила 2 гола. Причём ей удалось отметиться точным ударом в дебютной для себя игре за «Брешия». Она стала первой российской футболисткой, когда-либо выступавшей в женской Серии А. За показанные результаты на международной арене Приказом Министерства спорта РФ ей присвоено спортивное звание «Мастер спорта международного класса». В межсезонье покинула Италию и перебралась во Францию. 21 августа 2017 года подписала контракт с клубом D1 «Родез» (главный тренер Сабрина Вигер). По ходу турнира отметилась голом, который был признан лучшим по итогам игрового тура. По окончании дебютного сезона в D1 подписала контракт с клубом «Генгам» (главный тренер Фредерик Бланкьяни). Вместе с командой дошла до полуфинала Кубка Франции сезона-2019/2020, в футболке бретонцев достигла отметки в 50 сыгранных матчей во французском D1. Перед началом следующего чемпионата заключила соглашение с дебютантом высшего дивизиона клубом «Гавр». А летом 2021 года перешла в ещё один клуб D1 «Дижон».

## Карьера в сборной
Впервые получила вызов в юниорскую сборную России (до 15 лет) в 2009 году (главный тренер Юрий Владимирович Быстрицкий). Первый международный матч провела в ноябре 2010 года против команды Турции. С 2012 по 2015 выступала за юниорскую (до 17 лет) сборную (главный тренер Николай Анатольевич Кочешков) и молодёжную (до 19 лет) сборную (главный тренер Александр Шагов) России. За младшие сборные с 2010 по 2015 год провела 33 матча и забила 1 гол.
В составе молодёжной сборной дважды становилась победителем Международного турнира в Сочи «Кубанская весна», однако пробиться в финальную часть молодежного Чемпионата Европы вместе с командой не сумела, уступив в решающем матче за путевку на Евро действующим чемпионкам мира из Франции (0:1).
В составе национальной женской сборной России по футболу дебютировала 22 октября 2015 года в отборочном матче Чемпионат Европы по футболу среди женщин 2017 против Германии. Встреча прошла в немецком городе Висбаден и завершилась победой хозяев со счётом 2:0. В отборочном цикле 2015/17 провела ещё 2 отборочных матча. Не была включена тренерским штабом в состав сборной России для выступления в финальной части Евро. Весной 2018 приняла участие в юбилейном розыгрыше престижного международного турнира «Кубок Алгарве», сыграв в футболке сборной в матчах против Швеции и Канады. В 2022 году в составе сборной вышла в финал международного турнира Pinatar Cup.

## Личная жизнь
10 февраля 2020 года стала героиней юбилейного выпуска проекта «КраСава», который ведёт футболист Евгений Савин.

## Достижения
Кубаночка
- Кубок России по футболу среди женщин: Финалист 2014, 2015

Brescia Calcio Femminile
- Serie A: Vice-campionе 2016/17
- Coppa Italia: Finalista 2017

En Avant Guingamp
- Challenge de France: Demi-finale 2020

Женская национальная сборная России по футболу
- Pinatar Cup: Final 2022